# Adolfo VI di Berg
Adolfo VI di Berg, detto il Venerabile (in tedesco: Adolf VI. (Berg), der Ehrwürdige; 1280 circa – 3 aprile 1348), è stato il conte di Berg dal 1308 alla sua morte.

## Origine
Adolfo, secondo il Zeitschrift für vaterländische Geschichte und Altertumskunde, Volume 1, era figlio del signore di Windeck, Enrico di Berg-Windeck e Agnese di Mark; anche il Levold's von Northof Chronik der Grafen von der Mark ci conferma che Adolfo era il figlio primogenito di Enrico e Agnese, che sempre secondo il Levold's von Northof Chronik der Grafen von der Mark era figlia del conte di Mark, Engelberto I e di Cunegonda di Bliescastel.

Enrico di Berg-Windeck, sempre secondo il Levold's von Northof Chronik der Grafen von der Mark era il figlio terzogenito del conte di Berg, Adolfo IV e di Margherita di Hochstaden, che, secondo la Chronica Albrici Monachi Trium Fontium era la nipote di Corrado di Hochstaden, arcivescovo di Colonia, e figlia di Lotario I conte di Hochstaden e della moglie Matilde di Vianden.

## Biografia
Suo zio, Guglielmo I, conte di Berg, morì nel 1308, fu sepolto nella cripta di famiglia nell'Abbazia d'Altenberg, e, dato che era senza discendenza, gli succedette Adolfo, come Adolfo VI; secondo il Levold's von Northof Chronik der Grafen von der Mark, Guglielmo (Wilhelmus comes de Monte) morì nell'aprile 1308 (anno domini MCCCVIII, mense Aprili) e fu sepolto nell'Abbazia d'Altenberg (in Monte Veteri sepelitur) e gli succedette il nipote, Adolfo (Adolphus filius fratris).
Nel 1312, la moglie, Agnese di Cleves, gli portò in dote la città di Duisburg e l'associato pedaggio per la navigazione sul Reno.
Adolfo fu un importante e leale sostenitore del duca di Baviera, Ludovico il Bavaro, aiutandolo nella guerra di successione al trono di Germania, e alla sua elezione, nel 1314, a Re dei Romani.
Nel 1327 e 1328, Adolfo fu al seguito di Ludovico il Bavaro, che si recò a Roma per essere incoronato imperatore del Sacro romano impero dall'antipapa Nicolò V.
Ludovico gli concesse di poter coniare monete d'argento, i groschen, che furono coniati nella zecca di Wipperfürth.
Nel 1337, Adolfo fu favorevole all'alleanza anglo-germanica all'inizio della guerra dei cent'anni.
Secondo il documento n° 369 dell'Urkundenbuch für die Geschichte des Niederrheins, Volume 3, Adolfo, nel 1341, garantì una rendita alla città di Ratingen.
Adolfo morì nel 1348; secondo il Düsseldorf St Maria Memorienbuch (non consultato), Adolfo morì il 3 aprile 1348, e fu sepolto nell'Abbazia d'Altenberg.
Essendo senza discendenza, prima di morire stabilì che la successione spettasse alla sorella, Margherita, che, vedova di Goffredo di Brabante, si era sposata, in seconde nozze, con il Conte di Ravensberg Ottone IV, e ai suoi eredi. Alla sua morte la linea maschile dei conti Berg-Limburgo si estinse; la contea di Berg passò alla nipote, figlia di Margherita, anche lei di nome Margherita, Contesa di Ravensberg ed al di lei marito, Gerardo di Berg, che, secondo la Allgemeine Deutsche Biographie era il figlio maschio primogenito del primo duca di Jülich, Guglielmo I e della moglie, Giovanna di Hainaut.

## Matrimonio e discendenza
Adolfo, nel 1312 aveva sposato Agnese di Cleves, figlia del conte di Cleves, Teodorico VI e della seconda moglie, Margherita d'Asburgo, come da contratto di nozze del 31 marzo 1312, documento n° 113 dell'Urkundenbuch für die Geschichte des Niederrheins, Volume 3. Agnese assieme al marito, Adolfo (Adolphus comes et Agnes comitissa de Monte coniuges), nel 1341, garantirono una rendita alla città di Ratingen. Agnese morì nel 1361.

Adolfo da Agnese non ebbe figli e di Adolfo non si conosce alcuna discendenza.

### Fonti primarie
- (LA)  Levold's von Northof Chronik der Grafen von der Mark.
- (LA)  Urkundenbuch für die Geschichte des Niederrheins, Volume 3.
- (LA)  Monumenta Germaniae Historica, tomus XXIII.
- (LA)  Chronologia Johannes de Bek.
- (DE)  (LA)  #ES Zeitschrift für vaterländische Geschichte und Altertumskunde, Volume 1.

### Letteratura storiografica
- (DE)  Gerardo conte di Berg_e_Ravensberg, da Allgemeine Deutsche Biographie